# Кижи ан Бре
Кижи ан Бре (фр. Cuigy-en-Bray) насеље је и општина у североисточној Француској у региону Пикардија, у департману Оаза која припада префектури Бове.
По подацима из 2011. године у општини је живело 1055 становника, а густина насељености је износила 107,54 становника/km². Општина се простире на површини од 9,81 km². Налази се на средњој надморској висини од 142 метара (максималној 226 m, а минималној 96 m).

## Демографија
| 1962. | 1968. | 1975. | 1982. | 1990. | 1999. | 2004. | 2011. |
| ----- | ----- | ----- | ----- | ----- | ----- | ----- | ----- |
| 387   | 393   | 439   | 597   | 708   | 817   | 914   | 1.055 |

График промене броја становника у току последњих година